# Krvavo znamenje pod Gavžnikom
Krvavo znamenje pod Gavžnikom v Stari Loki je približno en meter dolga, 50 centimetrov široka in 70 centimetrov visoka kamnita klada iz obdelanega škofjeloškega konglomerata. O tem, da je bil kvader že izvirno ležeč, pričata asimetrično postavljeni stranski vdolbini glede na daljšo os. Znamenje, ki priča o loških krvavih sodbah, se je nahajalo pod vzpetino Gavžnik ob t. i. »Jožkovi hiši« v Stari Loki, kasneje pa je na istem mestu dobilo vlogo obcestnega kažipotnega znamenja, v katerega so romarji ali drugi mimoidoči vrgli svoj novčič. Da dež ni namakal denarnih darov, so mu dodali tudi kovinsko hišico z valovito streho, ki je pokrivala cel kamen. Kamniti blok so nedavno premaknili in danes se nahaja na Grajskem vrtu Škofjeloškega gradu.

## Zgodovina
Pokorn v svojem delu Loka navaja, da so na obsojenega zločinca obesili mali zvonček (»malefizglöcklein«), ki je zvonil, ko so ga peljali v smrt. Pot do morišča se je po sklepu cerkvenega predstojništva leta 1683 pri cerkvenih računih začela pri zvoniku župnijske cerkve. Kje so pokopavali trupla obsojencev, ni znano, vendar pa jim kljub strogemu načinu kaznovanja posvečene zemlje niso smeli odreči. V Škofji Loki je imel pravico do sodstva 

. Loško gospostvo je spadalo med neprivilegirana gospostva, kar je pomenilo, da je lahko samostojno zasliševalo obtožence, ni pa smelo izrekati smrtnih obsodb. Zaslišanje je navadno vodil loški glavar v prisotnosti nekaterih uglednejših mož. Kadar se je odločalo o smrtni kazni obtoženca, so iz Ljubljane poklicali deželnega sodnika, ki je imel pristojnost izreči bodisi smrtno obsodbo bodisi nižjo kazen. S smrtjo so kaznovali hujše delikte, kot so predvsem uboj (§137 CCC), detomor (§131 CCC), tatvina (§159 CCC). Smrtne obsodbe je na območju Loškega gospostva izvrševal rabelj iz Ljubljane; če je šlo za smrt z obglavljanjem, je to potekalo pri Krvavem znamenju pod Gavžnikom. Krvavo znamenje je bilo simbol krvave rihte – ko je bil storilec obsojen na smrtno kazen, so ob njem namreč postavili klado za obglavljenje.
Kazni so bile v tem časovnem obdobju hierarhično razvrščene glede na socialni status obdolženega in naravo kaznivega dejanja. Tudi v srednjem veku je bilo obglavljenje še vedno simbol bolj častne oziroma manj ponižujoče smrti, kot je to veljalo za obešanje. Smrtna kazen obešanja je bila namreč namenjena predvsem navadnim zločincem. V srednjeveški Evropi, posledično tudi na našem območju, je bila pri obglavljanju značilna postavitev obsojenca na način, da je klečal na kolenih z vzravnano glavo, krvnik pa je z mečem zamahnil od strani. Za ženske je bil v večjem delu katoliške Evrope značilen prav tako klečeč položaj – kot da v kesanju molijo, medtem ko je krvnik tokrat z mečem zamahnil od zadaj.